# Rob Overs
Rob Overs – australijski judoka.
Złoty medalista mistrzostw Oceanii w 1994 roku.